# Neumühle (Schwerin)
Neumühle ist ein Ortsteil im Westen der mecklenburg-vorpommerschen Landeshauptstadt Schwerin zwischen dem Neumühler See, dem Lankower See und dem Ostorfer See.

## Geschichte
Erste Besiedlungsspuren stammen etwa aus dem Jahr 4000 v. Chr. Es wird davon ausgegangen, dass sich auf einer Hochfläche in der Nähe des Ostorfer Sees das wendische Dorf Thurow befunden hat, welches seit 1407 in Aufzeichnungen nicht mehr auftauchte. Der heutige Name des Ortsteils geht auf die Wassermühle Neue Mühle zurück, die sich bereits vor 1362, seit ihrer urkundlichen Ersterwähnungen 1357 und 1362 als „Nyen Molen“, auf dem Gebiet befunden hat. 1757 gab es hier eine Walkmühle. Die Stadt Schwerin kaufte 1888 die Neue Mühle dem Dorf Wittenförden ab. Ab 1933 entstanden in Neumühle Eigenheime, zuerst jedoch ohne Stromanschluss und Kanalisation. In den 1970er Jahren und schließlich 1996 wurden abermals Baugebiete zur Verfügung gestellt.
Der Name der Straße Zum Treppenberg entstand durch von Weidevieh in einen Hang getretene Stufen. Dieser Hang trägt die Bezeichnung Finkenkamp, die auf eine einstige Vogelfanganlage für die herzogliche Küche zurückgeht. Bereits seit 1559 wurde die Existenz von Kleingärten dokumentiert. Zum Leidwesen der Natur fanden zu DDR-Zeiten Motocrossrennen in Neumühle statt.

## Wasserwerk

### Wasserturm

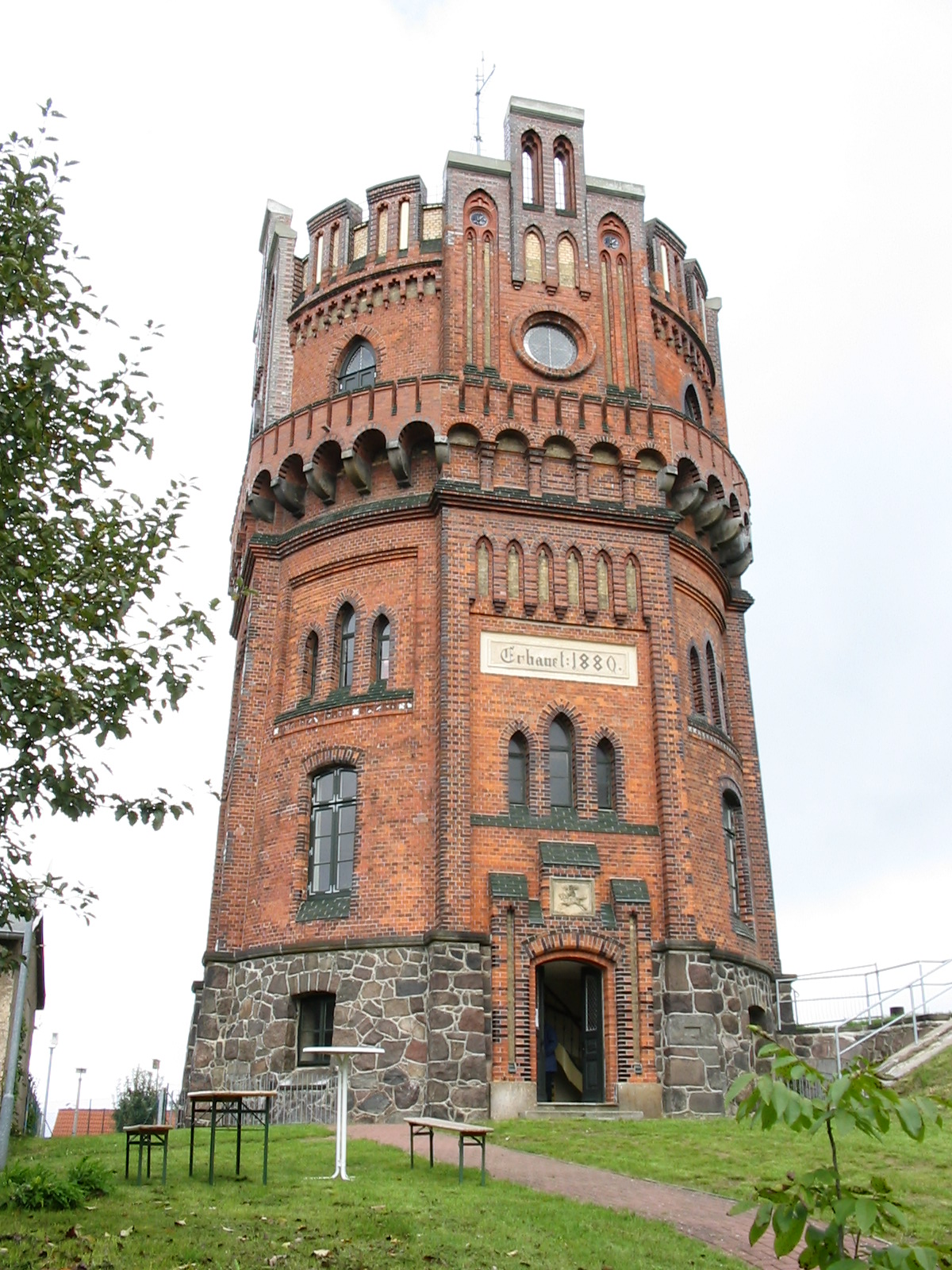
Wasserturm

Hauptartikel: Wasserturm Schwerin-Neumühle
In Neumühle entstand 1888–90 das erste Wasserwerk Schwerins. Dieses förderte Wasser aus dem Neumühler See in Erdbehälter und mit dampfbetriebenen Pumpen in den 350 m³ fassenden und 22,5 Meter hohen Wasserturm, der auf der mit 86,1 Meter höchsten Erhebung Schwerins, dem Weinberg, erbaut wurde. In der Folge entstand ein zentrales Trinkwassernetz und die Anzahl öffentlicher Brunnen verringerte sich. Zwar regte sich in der Bevölkerung Protest gegen diese teure Wasserversorgung, die Stadtväter sperrten jedoch ab 1892 Brunnen, aufgrund des Auftretens von Cholera in Hamburg. 1898 wurde der letzte öffentliche Brunnen zugeschüttet. Der gestiegene Wasserbedarf führte bald zu starken Wasserstandsschwankungen des Neumühler Sees, wodurch die Errichtung weiterer Wasserwerke in Schwerin notwendig wurde. In den 1970er Jahren wurde die alte Dampftechnik des Wasserwerks verschrottet und der Schornstein abgerissen. Heute befindet sich der Wasserturm weiterhin in Funktion des örtlichen Wasserversorgers als Druckausgleichsbehälter im Wassernetz.
Ein Verein hat sich dem Erhalt der Bausubstanz angenommen und macht den Turm regelmäßig der Öffentlichkeit zugänglich und informiert über die Geschichte der Wasserversorgung Schwerins.

### Wasserwerk Mühlenscharren
Das Wasserwerk Mühlenscharrn der Wasserversorgungs- und Abwasserentsorgungsgesellschaft Schwerin (WAG) steht an der Neumühler Straße.
Der Neubau eines Betriebsgebäudes mit Reinwasserbehältern für die Schweriner Wasserversorgung nach Plänen von Roland Schulz  erhielt eine Belobigung beim Landesbaupreis M-V 2000.

### Kunstverein Kunst-Wasser-Werk e. V.
Seit 2009 nutzt der Verein Kunst-Wasser-Werk e. V. die denkmalgeschützten Gebäude und das Freigelände für Künstlerateliers, Ausstellungen und Veranstaltungen. Ausstellungen können Fr, Sa und So von 14 bis 18 Uhr und nach Vereinbarung besucht werden. Das Alte Wasserwerk diente von 1890 bis 1999 der Trinkwasserversorgung der Stadt Schwerin. Es liegt im Grüngürtel Schwerins und ist eins der wenigen Zeugnisse backsteinerner Industriekultur in der Landeshauptstadt, das durch Künstler verschiedener Genre belebt wird.

## Verkehrsanbindung
Seit 1994 führt die vierspurige Umgehungsstraße (B 106) durch den Westen des Stadtteils. Über die Buslinien 12 bis 14 ist Neumühle in das Nahverkehrsnetz der Stadt eingebunden. Der nächste Bahnhof liegt im benachbarten Stadtteil Görries.

## Sport
In Neumühle ist der Fußballverein Neumühler SV beheimatet, der in der Saison 2009/10 in die Landesliga aufgestiegen ist.